# Johannes Hengeveld
Johannes Hengeveld (Arnhem, 24 décembre 1894 - Arnhem, 4 mai 1961) fut un ancien tireur à la corde hollandais. Il a participé aux Jeux olympiques de 1920 et remporta la médaille d'argent avec l'équipe hollandaise.

## Carrière
Le tir à la corde faisait partie de l' athlétisme au début du XXe siècle . Lorsque l' Union néerlandaise d'athlétisme (NAU) à Utrecht organisa des pré-compétitions pour les Jeux olympiques d'été à Anvers plus tard dans la même année en mai 1920 , le tir à la corde faisait partie du programme. A cette occasion, l'association sportive Arnhem Strength Achilles a remporté cette partie, suivie par l'équipe de l'association FL Jalin d' Edam et de l' association sportive de police d' Amsterdam, dans cet ordre. En récompense de cette victoire, l'équipe de tir à la corde de huit hommes d'Arnhem a été envoyée à Anvers en tant qu'équipe nationale.
L'équipe, en plus de Hengeveld composée de Henk Janssen , Anton van Loon (capitaine de l'équipe) et son frère Willem van Loon , Wim Bekkers , Wim van Rekum , Rinus van Rekum et Sijtse Jansma et avec un poids moyen de 85 kilogrammes, ont d'abord dû jouer affronter l' Italie de près de 200 kg de plus . [1] Malgré cette inégalité de poids, l'équipe néerlandaise a réussi à battre ces adversaires coriaces en deux manches, avec le premier «pull» en 1,11 min et le second en 43,25 s. [2]Selon le rapport du membre du conseil d'administration d'Achille et chef d'équipe Teus van Deutekom, les lourds garçons italiens se sont jetés par terre après leur défaite et ont sangloté. Il leur a fallu un certain temps avant de quitter le site quelque peu détendu. [3]
Au tour suivant, l'équipe hollandaise a dû affronter les Anglais , huit policiers londoniens qui pesaient environ 300 kg de plus et auparavant les Américains deux fois en vingt secondes (premier tirage 13,2, deuxième tirage 18,48 s .). Les Bobbies anglais ont gagné avec facilité en 28,8 et 13,4 secondes respectivement. [2] Après cela les Anglais aussi les Belges, qui s'était auparavant montré trop fort pour les Américains, avait battu et assuré le titre olympique, les Pays-Bas et la Belgique devaient concourir pour la deuxième place. Au début, cette confrontation a semblé se transformer en une promenade pour les Néerlandais, alors que le message était passé que les Belges ne rentreraient pas dans l'arène. Ils se contenteraient de la troisième place. Cependant, les Néerlandais ne l'ont pas accepté, ont voulu tirer le deuxième ou le troisième prix et l'ont fait diffuser par microphone dans le stade. Cela a été suivi par des applaudissements et des sifflets bruyants, [3]après quoi le tir à la corde belge est finalement apparu et la bataille a encore commencé. Malgré la forte opposition des Belges, le premier «trek» a été remporté en 1.03.4, le second en 2.03. Cette deuxième place sécurisée. [2] C'était la toute première médaille olympique dans l'histoire de l'athlétisme néerlandais.
De retour à Arnhem, l'équipe d'Achille a reçu un accueil héroïque de la population. Au cours de la visite en voiture de la capitale Gelderland , la police a eu du mal à ouvrir la voie aux huit personnes à travers la haie dense des parties intéressées. [4] Après cela, l'équipe a été honorée dans Musis Sacrum. [1]
La performance olympique d'une équipe néerlandaise de tir à la corde serait limitée à cette seule fois. Quatre ans plus tard, cette partie a été retirée du programme olympique. En 1936, le KNAU a transféré cette branche du sport au Nederlandse Kracht Sportbond. [1]